# Liten parasollmossa
Liten parasollmossa (Splachnum melanocaulon) är en bladmossart som beskrevs av Schwaegrichen 1823. Liten parasollmossa ingår i släktet parasollmossor, och familjen Splachnaceae. Enligt den finländska rödlistan är arten starkt hotad i Finland. Enligt den svenska rödlistan är arten nära hotad i Sverige. Arten förekommer i Svealand, Nedre Norrland och Övre Norrland. Artens livsmiljö är myrar. Inga underarter finns listade i Catalogue of Life.